# Корчилов, Борис Александрович
Борис Александрович Корчилов (17 ноября 1937, Ленинград — 10 июля 1961, Москва) — лейтенант-инженер, командир группы дистанционного управления подводной лодки К-19. Погиб во время ликвидации аварии на атомном реакторе в июле 1961 года, предотвратив техногенную катастрофу.

## Биография
Родился в Ленинграде. Жил на улице Моисеенко. Во время войны находился в блокадном Ленинграде. Окончил мужскую гимназию № 76 (нынче школа № 5 Центрального района Санкт-Петербурга).
В 1960-м году окончил Высшее военно-морское ордена Ленина инженерное училище им. Ф. Э. Дзержинского.
В декабре 1960 года после окончания училища Борис Корчилов прибыл на ПЛ К-19 на должность командира группы дистанционного управления.

## Авария на АПЛ К-19
Авария на АПЛ К-19 произошла 4 июля 1961 года в 4:07. На трубопроводе, ведущем от первого контура реактора к датчику давления, появилась трещина. Приборы показали нулевое давление. Экипажу подводной лодки поднять давление не удавалось, температура реактора стала быстро расти. Во время совещания у командира ПЛ К-19 капитана 2-го ранга Николая Затеева было решено охлаждать реактор водой. Так как аварийной системы проливки реактора на К-19 не было, возникла необходимость вручную создать систему охлаждения, чтобы предотвратить ядерный взрыв. Возник вопрос, кто спустится в реакторный отсек, чтобы провести сварочные работы. Подводники понимали, что те, кто будут выполнять эту работу, получат смертельную дозу облучения. Лейтенант Корчилов сам вызвался пойти в реакторный отсек.
Командир ПЛ К-19 Н. В. Затеев вспоминал:

Я подозвал к себе лейтенанта Корчилова. Красивое, ещё юношеское, лицо, голубые глаза…

— Борис, ты знаешь, на что идёшь?

— Да, товарищ командир.

Я вздохнул:

— Ну, так с Богом!

В 6:50 аварийная группа Бориса Корчилова спустилась в отсек.

…Когда они вошли в отсек — увидели голубое сияние, исходившее от трубопроводов аварийного реактора. Они подумали, что начался пожар. Но это светился от дьявольской радиации ионизированный водород…

С большим трудом подводникам удалось стабилизировать температуру реактора. Огромное значение подвига Бориса Корчилова состоит в моральной поддержке, как старшего по званию, рядовых матросов, проводивших работы по монтажу аварийной системы охлаждения реактора.

Активность на крышке реактора, где им предстояло работать, уже достигала двухсот пятидесяти рентген в час. Ребята работали по два-три человека в группе, закутавшись в химкомплекты, натянув маски противогазов. Но Борис Корчилов как «хозяин» отсека присутствовал всё время. Он не вымерял, достанется ему больше, чем остальным, или меньше. Тогда об этом просто никто не думал. Молили Бога об одном — лишь бы не рвануло…
— Из воспоминаний командира второго дивизиона С. Погорелова
Аварийной группе необходимо было отвернуть заглушку воздушного клапана на компенсирующей решётке и приварить медный трубопровод, который применяют для зарядки торпед воздухом высокого давления. Работа велась приблизительно полтора часа. После того, как дали воду, температура в каналах аварийного реактора вышла на уровень, контролируемый приборами пульта управления.

Когда Борис Корчилов вылез из реакторного и стащил маску противогаза, на губах его пузырилась желтоватая пена. Его тут же вырвало. Там, на крышке реактора, все они нахватались жёстких «гамм» без всякой меры. Мы все понимали — ребятам конец. Их смерть — вопрос нескольких дней…
— Из воспоминаний Н. В. Затеева
Около десяти часов лодка шла в район, где могли быть советские корабли, и затем обнаружила дизельную лодку «С-270», принимавшую участие в этих учениях. С помощью «С-270» была установлена связь с командованием и доложено об аварии. Бориса Корчилова перенесли на носилках на борт «С-270». На траверзе мыса Нордкин тяжелобольных подводников, включая Корчилова, после нескольких попыток, осложнённых штормовыми условиями, перегрузили на эсминцы. В Полярном всех их ждали санитарные машины для отправки в морской госпиталь. Группу Корчилова увезли в Москву в Институт биофизики.

Могилы лейтенанта Бориса Корчилова и капитана 3-го ранга Юрия Повстьева на Красненьком кладбище

Лейтенант Борис Корчилов получил дозу облучения 5400 бэр. Он скончался 10 июля 1961 года в Москве в больнице № 6.
Аварии на борту ПЛ К-19 был присвоен гриф «секретно». Облучённых моряков захоронили в свинцовых гробах, тайно, не сообщив о месте погребения даже родственникам. Обнаружил захоронение совершенно случайно один из оставшихся в живых членов экипажа лодки (привез хоронить родственника и наткнулся на неприметные могилы). Борис Корчилов был перезахоронен на Красненьком кладбище в Санкт-Петербурге.
Академик А. П. Александров признал действия экипажа и группы Корчилова по созданию системы аварийного охлаждения реактора правильными и самоотверженными. Система проливки атомного реактора, смонтированная аварийной группой Бориса Корчилова 4 июля 1961 года в радиационном пекле аварийного реакторного отсека, впоследствии была конструктивно реализована на всех атомных реакторах надводных и подводных кораблей, а также на атомных электростанциях.

## Награды
Командир ПЛ К-19 представил лейтенанта Корчилова к званию Героя Советского Союза. Начальство в Москве распорядилось иначе: «Аварийный случай… Обойдётся орденом». Глава государства Никита Хрущёв по поводу награждения подводников сказал: «Мы за аварии не награждаем». Тем не менее, закрытым Указом Президиума Верховного Совета СССР от 5 августа 1961 года Борис Корчилов был награждён орденом Ленина (посмертно) с формулировкой «За мужество и героизм».

## Память
- В подводном флоте ВМФ СССР был учреждён переходящий приз имени Бориса Корчилова экипажам подводных лодок за лучшую организацию военно-технической пропаганды[7].
- В городе Заозёрске одна из улиц носит имя Бориса Корчилова[2].
- В школе № 5 Центрального района г. Санкт-Петербурга открыта мемориальная доска и музейная экспозиция, посвященная Борису Александровичу Корчилову[4].

## Фильмография
- K-19. Неголливудская история. // Телеканал «История», 21 декабря 2016 года.
- Самая аварийная подлодка СССР. История К-19. // Интернет Истории, 28 декабря 2020 года.
- «К-19» — американский фильм режиссёра Кэтрин Бигелоу. Актёр Питер Сарсгаард исполнил роль командира реакторного отсека инженера-лейтенанта Вадима Радченко, прототипом которого был Борис Корчилов.